# Надя Милушева
Надя Милушева е българска актриса.

## Биография и творчество
Надя Милушева е родена в Кюстендил. Има роли във филмите Рицарят на бялата дама, Звън на кристал (1985) и Федерация на династронавтите. Солист на вокално-инструментален състав „Сребърни звънчета“.
Тя е изпълнителка на песента „Мъжът има винаги право“, която е от филма Войната на таралежите.

## Филмография
- Звън на кристал (1985)
- Рицарят на бялата дама (1982), 3 серии – Спаска дългата
- Федерация на династронавтите (1978), 3 серии – Фани